# CCS Holding
Die Customized Chemical Solutions Group (CCS Group) ist eine Gruppe von Herstellern von chemischen Spezialprodukten. Bis zur Umstrukturierung und Veräußerung der Marke Caramba firmierte die Unternehmensgruppe als Caramba Chemicals Group.
Seit 2007 befinden sich die Unternehmen der CCS-Gruppe vollständig im Besitz der Berner-Unternehmensgruppe.

## Geschichte
Die CCS Group ging aus der ehemaligen Caramba-Unternehmensgruppe hervor, deren Marke im Jahr 1903 von Max Elb in Dresden eingetragen wurde. Die Verbindung zum heutigen Sitz Duisburg kam 1922 durch die Beteiligung der Rütgerswerke, Berlin, an der Max Elb GmbH zustande, zu denen die Duisburger Chemische Fabrik Lindenhof C. Weyl & Co. AG gehörte.
1923 wurden die Produkte über die neu gegründete Max Elb AG vertrieben und ab 1929 wurde das Multiöl durch die Tochterfirma Deutsche Glühstoff GmbH vermarktet. Die Nachfahren von Max Elb und die Deutsche Glühstoff GmbH wurden während des Nationalsozialismus enteignet. Nach dem Ende des Zweiten Weltkrieges wurde die Produktion des Caramba-Sprühöls durch die Rütgerswerke an ihrem Standort in Duisburg wieder aufgenommen.
1975 wurde die Caramba Chemie GmbH gegründet. Zwischen 1993 und 2001 gehörte die Caramba Chemie GmbH dem VEBA-Konzern, der sie zusammen mit der Chemischen Fabrik Dr. Stöcker GmbH an die Wigo Chemie GmbH verkaufte. Nach dem Verkauf wurde die Caramba Chemie GmbH aufgelöst und stattdessen die Caramba Chemie GmbH & Co. KG gegründet.
2007 wurde die Caramba GmbH & Co. KG zusammen mit der Wigo Chemie GmbH von der Berner Group übernommen. Im selben Jahr wurde auch die in Bremen ansässige TEGEE Chemie GmbH von Berner übernommen, welche Reinigungs- und Pflegemittel für gewerbliche Verbraucher produziert.
2008 folgte die Übernahme der niederländischen Rumler Chemie (heute: Berner Wash B.V.). Ebenfalls 2008 wurden Anteile an der Christian Maurer Gruppe mit Sitz in Österreich erworben. Diese Anteile wurden im Jahr 2016 an die Familie Maurer zurückverkauft.
Die Gruppe wurde 2011 durch die Übernahmen von Ambratec, Kent, Matecra und ACC weiter ausgebaut.

### Umstrukturierung zur CCS Group
Zwischen August 2022 und September 2024 durchlief die Gruppe eine Umstrukturierung. Im August 2022 wurde die Kent-Group, die Produkte unter dem Markennamen Kent entwickelt und vertreibt, an die niederländische Fields Group verkauft. Ab April 2024 wurde der Vertrieb von Produkten für gewerbliche Kunden, insbesondere im Bereich Waschchemie, in die Vertriebsstruktur von Berner integriert. In diesem Zusammenhang wurde das Call-Center in Köln deutlich vergrößert, und alle Produkte erhielten eine einheitliche Namensgebung.
Im September 2024 wurde bekannt gegeben, dass der ehemalige Geschäftsführer der Kent-Group, Reiner Eckhart, das Endkundengeschäft der Marke Caramba übernommen hat.
Im Zuge der Umstrukturierung änderten mehrere beteiligte Unternehmen ihre Firmierungen: Die Caramba Holding GmbH wurde zur CCS Holding GmbH, die Caramba Chemie GmbH & Co. KG firmierte in CCS Duisburg GmbH & Co. KG um, und aus der Caramba Bremen GmbH wurde die CCS Bremen GmbH. Die Wigo Chemie GmbH behielt ihren Namen, während die Caramba Nederland B.V. in Berner Wash B.V. umbenannt wurde.

## Struktur

### CCS Group
(Stand: 12. Februar 2025):
- CCS Holding GmbH; Künzelsau
- Wigo Chemie GmbH, Bad Kreuznach
- CCS Duisburg GmbH & Co. KG, Duisburg
- CCS Bremen GmbH, Bremen
- Berner Wash B.V., Assen, Niederlande

### Kent-Group
Ende August 2022 gab das niederländische Private-Equity-Unternehmen Fields Group bekannt, mit Berner eine Übereinkunft erzielt zu haben, die Kent-Group mit sofortiger Wirkung zu übernehmen. Der Hauptsitz wurde ins Schottische Dunfermline verlegt. Zum Zeitpunkt des Verkaufs erzielte die Kent-Group einen Jahresumsatz von 51,2 Mio. Euro.
Nach dem Verkauf an Fields wurde die Kent-Group neu organisiert (Stand: 15. November 2024):
- KE Group Holding GmbH, Duisburg
- Kent Europe GmbH, Duisburg
- Kent Deutschland GmbH, Duisburg
- Kent Belux SRL, Kraainem, Belgien
- Kent Industri Danmark ApS, Espergærde, Dänemark
- Kent France SAS, Poissy, Frankreich
- Kent UK Ltd., Dunfermline, Schottland
- Kent Italia s.r.l., Moncalieri, Italien
- Kent Nederland BV, Breda, Niederlande